# Hans Samwer
Hans Samwer (* 8. Juli 1913 in Jena; † 9. Januar 2006) war ein deutscher Jurist und leitend in der deutschen Versicherungswirtschaft tätig.

## Leben
Hans Samwer wurde geboren als Sohn des Senatspräsidenten am Oberlandesgericht Jena und Mitglied des Aufsichtsrats der Gothaer Feuerversicherungsbank, Viktor Samwer (1863–1924), und Neffe des Generaldirektors der Gothaer Lebensversicherung, Karl August Friedrich Samwer. Er studierte wie Vater und Onkel Rechtswissenschaften und promovierte 1938 in Jena über Das sogenannte Bereicherungsverbot im Privatversicherungsrecht. Am 1. März 1937 trat er der NSDAP bei. Samwer war 1941 beim Auswärtigen Amt beschäftigt und wurde 1943 Soldat.
Samwer war von 1968 bis 1978 Vorstandsvorsitzender der Gothaer Lebensversicherung und der damaligen Gothaer Allgemeinen Versicherung AG. Später wechselte er in den Aufsichtsrat beider Gesellschaften. Samwer gehörte den Vorständen der Gothaer Versicherungen insgesamt 22 Jahre an. Unter seiner Mitwirkung kam 1968 der Gemeinschaftsvertrag zustande, mit dem die beiden Muttergesellschaften Gothaer Leben und Gothaer Versicherungsbank sich kreuzweise an ihren Tochtergesellschaften beteiligten und einen Gemeinschaftsrat etablierten.
In seinem Amt als Vorstandsvorsitzender gehörte er 1970 und 1972 unter anderem dem Beirat Hannover der Deutschen Bank
an.

## Auszeichnungen
- 1979: Großes Verdienstkreuz des Niedersächsischen Verdienstordens[3]
- 1983: Ehrenbürger der Universität Göttingen[4]

## Schriften
- Das sogenannte Bereicherungsverbot im Privatversicherungsrecht, Dissertation Jena 1938, Nolte, Düsseldorf 1937
- et al.: Neue Entwicklungen im Recht des VVaG. Eine Dokumentation der Gothaer Lebensversicherung, in: Hans Kalwar (Hrsg.): Sorgen Vorsorgen Versichern, Verlag der Versicherungswirtschaft, Karlsruhe 1975, S. 349–368